# 基耶夫勒库尔
基耶夫勒库尔（法語：Quièvrecourt，法語發音：[kjɛvʁəkuʁ]）是法国滨海塞纳省的一个市镇，属于迪耶普区。

## 地理
基耶夫勒库尔（49°44'1"N, 1°25'20"E）面积4.02 平方千米，位于法国诺曼底大区滨海塞纳省，该省份为法国北部沿海省份，其西部及北部濒大西洋英吉利海峡，东起顺时针与索姆省、瓦兹省、厄尔省和卡爾瓦多斯省接壤。
与基耶夫勒库尔接壤的市镇（或旧市镇、城区）包括：比利、布赖地区讷沙泰勒、讷维尔费里耶尔、圣马丹洛尔捷。

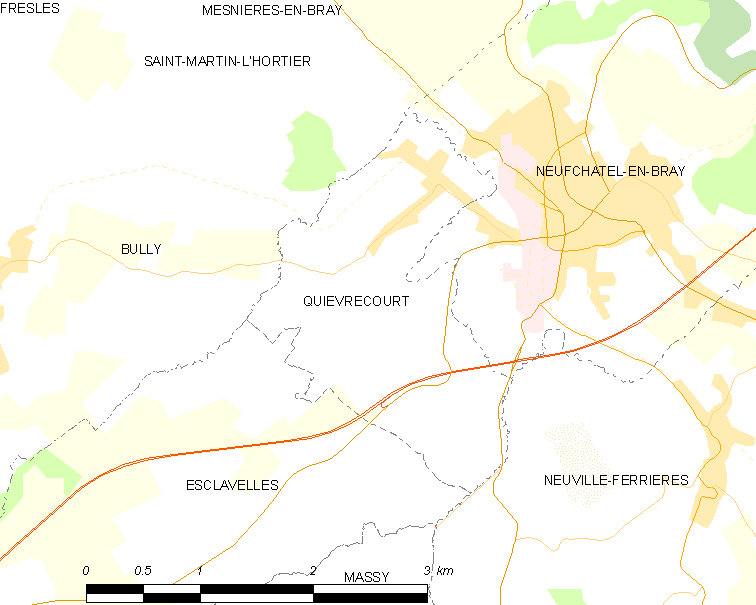
基耶夫勒库尔的OSM定位图

基耶夫勒库尔的时区为UTC+01:00、UTC+02:00（夏令时）。

## 行政
基耶夫勒库尔的邮政编码为76270，INSEE市镇编码为76516。

## 政治
基耶夫勒库尔所属的省级选区为布赖地区讷沙泰勒县。

## 人口

1962-2008年间基耶夫勒库尔人口变化图示

基耶夫勒库尔于2022年1月1日时的人口数量为401人。